# Atimura apicalis
Atimura apicalis es una especie de escarabajo del género Atimura, familia Cerambycidae. Fue descrita científicamente por Gahan en 1894.
Se distribuye por China y Birmania. Posee una longitud corporal de 7-8 milímetros. El período de vuelo de esta especie ocurre en los meses de mayo, junio y julio.